# Celso Amorim

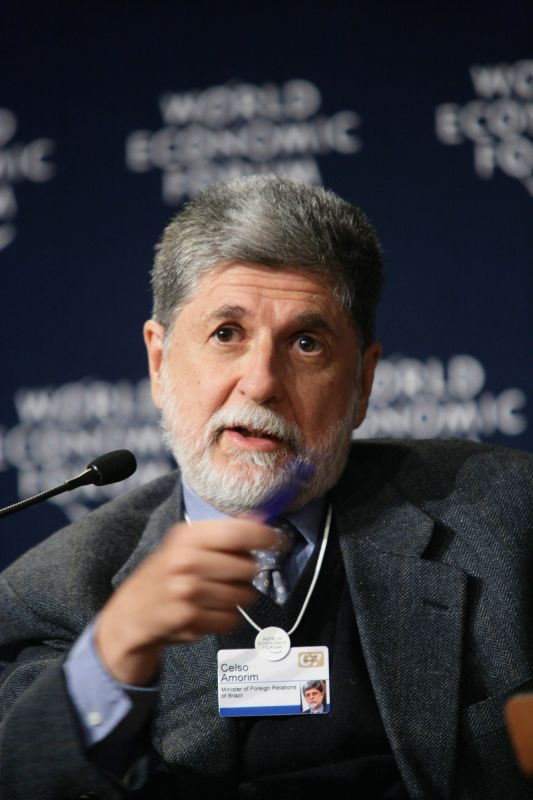
Celso Amorim

Celso Luiz Nunes Amorim, född 3 juni 1942 i Santos i delstaten São Paulo, är en brasiliansk diplomat och politiker. Han var utrikesminister 1993-1995 under president Itamar Franco och 2003-2011 under president Luiz Inácio Lula da Silva samt är sedan 1 januari 2012 försvarsminister under president Dilma Rousseff.
Celso Amorim har tidigare haft en rad chefsbefattningar inom federala ministerier och bland annat tjänstgjort som ambassadör i Storbritannien och vid Förenta nationerna. Han har universitetsexemen i internationella relationer från Diplomatische Akademie i Wien och Instituto Rio Branco i Brasilia.